# Edificio Gómez I
El edificio Gómez I es un edificio de viviendas situado en calle de la Paz número 31 esquina con la calle Bonaire de la ciudad de Valencia (España). 

## Edificio
Se trata de un edificio residencial plurifamiliar de estilo modernista valenciano construido en el año 1903, obra del arquitecto Francisco Mora Berenguer. Fue construido a instancias de Manuel Gómez. La obra tiene influencias de la Casa Calvet de Gaudí, con el cual el arquitecto valenciano mantenía amistad. Es la primera de las dos edificaciones conocidas como Casas Sagnier, la otra es el edificio Gómez II, situado en la misma acera y construido con posterioridad.
Es una de las primeras obras del modernismo valenciano en la ciudad. Posee una clara línea del Art Nouveau de influencia francesa, aunque está ligeramente inspirado en el gótico valenciano, característica típica que su autor repite en muchas de sus construcciones de la época. 
Consta de planta baja y cinco alturas. Destaca en la fachada el mirador cuatripartito de la primera altura situado en el chaflán, la ornamentación vegetal en los balcones de obra y las barandillas de los balcones con forja de hierro.